# Температура вспышки
Температура вспышки — наименьшая температура летучего конденсированного вещества, при которой пары над поверхностью вещества способны вспыхивать в воздухе под воздействием источника зажигания, однако устойчивое горение после удаления источника зажигания не возникает. Вспышка — быстрое сгорание смеси паров летучего вещества с воздухом, сопровождающееся кратковременным видимым свечением. Температуру вспышки следует отличать как от температуры воспламенения, при которой горючее вещество способно самостоятельно гореть после прекращения действия источника зажигания, так и от температуры самовоспламенения, при которой для инициирования горения или взрыва не требуется внешний источник зажигания.
По температуре вспышки из группы горючих жидкостей выделяют легковоспламеняющиеся. Легковоспламеняющимися называются горючие жидкости с температурой вспышки не более 61 °C в закрытом тигле (з. т.) или 66 °C в открытом тигле (о. т.). Жидкости с температурой вспышки не более 28 °C называют особо опасными.
Для определения температуры вспышки применяются расчётные или экспериментальные методы. Как правило, при отсутствии указания на метод измерения используется метод Пенского — Мартенса.

## Механизм
Для каждой горючей жидкости можно определить давление насыщенных паров. С повышением температуры оно растёт, таким образом, количество горючего вещества на единицу объёма воздуха над жидкостью также растёт с ростом температуры. При достижении температуры вспышки содержание горючего вещества в воздухе становится достаточным для поддержания горения. Достижение равновесия между паром и жидкостью требует, однако, некоторого времени, определяемого скоростью образования паров. При температуре вспышки скорость образования паров ниже, чем скорость их горения, поэтому устойчивое горение возможно лишь при достижении температуры воспламенения.

## Измерение
Из-за сложностей прямого измерения температуры вспышки газов и паров, за неё принимают минимальную температуру стенки реакционного сосуда, при которой наблюдают вспышку. Эта температура зависит от условий тепломассообмена как внутри реакционного сосуда, так и самого сосуда с окружающей средой, объёма смеси, а также каталитической активности стенки сосуда и ряда других параметров.
Показатель применяется для определения допустимой температуры нагревания горючих веществ при различных условиях хранения и перевозки. Наиболее известным способом измерения температуры вспышки является определение в закрытом тигле по методу Пенского — Мартенса ASTM D93, ГОСТ 6356. Для температур ниже 20-50 градусов Цельсия используют другие методы.
Также существуют методы экспериментального определения температуры вспышки жидкостей в открытом тигле.

## Расчёт

### Температура вспышки индивидуальных веществ в закрытом тигле
Температура вспышки {\displaystyle {{t}_{v}}} веществ, молекулы которых содержат структурные группы, представленные в таблице 1, рассчитывается по формуле, °C:
{\displaystyle {{t}_{v}}=-73,14+0,659\cdot {{t}_{k}}+\sum \limits _{j=2}^{q}{{{a}_{j}}{{l}_{j}}},}
где {\displaystyle {{t}_{k}}} — температура кипения жидкости при 101 кПа, °C;
{\displaystyle {{l}_{j}}} — число структурных групп j-го вида в молекуле;
{\displaystyle {{a}_{j}}} — эмпирические коэффициенты, значения которых приведены в таблице 1.
Для органических соединений, молекулы которых состоят из атомов С, Н, О и N, а также для галоидорганических и элементоорганических соединений, содержащих атомы S, Si, P и Cl, температура вспышки может быть рассчитана по формуле:
{\displaystyle {{t}_{v}}={{C}_{0}}+{{C}_{1}}\cdot {{t}_{k}}+{{C}_{2}}\cdot \Delta {{H}_{s}},}
где {\displaystyle {{C}_{0}}}, {\displaystyle {{C}_{1}}} и {\displaystyle {{C}_{2}}} — константы, значения которых приведены в таблице 2;
{\displaystyle {{H}_{s}}} — стандартная теплота сгорания вещества, кДж/моль.
Если известна зависимость давления насыщенного пара от температуры, то температура вспышки, °C, рассчитывается по формуле:
{\displaystyle {{t}_{v}}={\frac {280}{{{P}_{v}}\cdot {{D}_{0}}\cdot \beta }}-273,}
где {\displaystyle {{P}_{v}}} — парциальное давление паров горючей жидкости при температуре вспышки, кПа;
{\displaystyle {{D}_{0}}} — коэффициент диффузии пара в воздух, см²/с;
{\displaystyle \beta } — стехиометрический коэффициент кислорода в реакции горения.
Наиболее точно величина {\displaystyle {{t}_{v}}} рассчитывается по линейной зависимости температуры вспышки от температуры кипения, выполняющейся в пределах отдельных классов химических соединений:
{\displaystyle {{t}_{v}}=a+b{{t}_{k}}}
Значения коэффициентов a и b для различных классов органических веществ приведены в таблице 3.

### Температура вспышки смесей горючих жидкостей в закрытом тигле
Температура вспышки смесей горючих жидкостей {\displaystyle {{t}_{vs}}}, °C, рассчитывается по формуле:
{\displaystyle \sum \limits _{i=1}^{k}{{x}_{i}}\cdot \exp \left[{\frac {\Delta {{H}_{ii}}}{R\left({{t}_{vi}}+273\right)}}-{\frac {\Delta {{H}_{ii}}}{R\left({{t}_{vs}}+273\right)}}\right]=1,}
где {\displaystyle {{x}_{i}}} — мольная доля i-го компонента в жидкой фазе;
{\displaystyle \Delta {{H}_{ii}}} — мольная теплота испарения i-го компонента, кДж/моль;
{\displaystyle {{t}_{vi}}} — температура вспышки i-го компонента, °C;
R — универсальная газовая постоянная.
Величина {\displaystyle \Delta {{H}_{ii}}/R} может быть рассчитана по интерполяционной формуле:
{\displaystyle {\frac {\Delta {{H}_{ii}}}{R}}=-2918,6+19,6\left({{t}_{ki}}+273\right),}
где {\displaystyle {{t}_{ki}}} — температура кипения i-го компонента.
Температура вспышки бинарных смесей жидкостей, принадлежащих к одному гомологическому ряду, рассчитывается по формуле:
{\displaystyle {{t}_{vs}}={{{t}'}_{v}}+\Delta \left[x+\left(m-1\right){{\left({{x}'}\right)}^{m}}\right],}
где {\displaystyle {{{t}'}_{v}}} — температура вспышки легкокипящего компонента смеси, °C;
{\displaystyle \Delta } — гомологическая разность по температуре вспышки в рассматриваемом ряду, °C;
{\displaystyle x} — массовая доля высококипящего компонента в жидкой фазе;
{\displaystyle m} — разность между числом углеродных атомов компонентов смеси;
{\displaystyle {{x}'}} — коэффициент, учитывающий нелинейный характер зависимости {\displaystyle {{t}_{v}}} от {\displaystyle x}:
при {\displaystyle x\geq 0,5} {\displaystyle {x}'=2x-1};
при {\displaystyle x<0,5} {\displaystyle {x}'=0}.

### Температура вспышки индивидуальных веществ в открытом тигле
Температуру вспышки в открытом тигле вычисляют по формуле, используя величины эмпирических коэффициентов из таблицы 4:
{\displaystyle {{t}_{v}}=-73+0,409\cdot {{t}_{k}}+\sum \limits _{j=2}^{q}{{{a}_{j}}{{l}_{j}}},}
Если для исследуемой жидкости известна зависимость давления насыщенного пара от температуры, то температуру вспышки в открытом тигле вычисляют по формуле:
{\displaystyle {{t}_{v}}={\frac {427}{{{P}_{v}}\cdot {{D}_{0}}\cdot \beta }}-273,}